# Austreholmen (Lindås)
Ne doit pas être confondu avec Austreholmen.
Austreholmen, est une île dans le landskap Sunnhordland du comté de Vestland. Elle appartient administrativement à Lindås.

## Géographie
Rocheuse et désertique, à fleur d'eau, elle s'étend sur environ 53 m de longueur pour une largeur approximative de 48 m. 